# Juncus oxymeris
Juncus oxymeris är en tågväxtart som beskrevs av Georg George Engelmann. Juncus oxymeris ingår i släktet tåg, och familjen tågväxter. Inga underarter finns listade i Catalogue of Life.